# Furcamyia gladiatura
Furcamyia gladiatura är en tvåvingeart som beskrevs av Ian David Whittington 2003. Furcamyia gladiatura ingår i släktet Furcamyia och familjen bredmunsflugor. Inga underarter finns listade i Catalogue of Life.